# Козя Воля (Люблінське воєводство)
Козя Воля (пол. Kozia Wola) — село в Польщі, у гміні Рахані Томашівського повіту Люблінського воєводства. Населення — 93 особи (2011). Розташоване на Закерзонні (в історичному Надсянні).

## Історія
За даними етнографічної експедиції 1869—1870 років під керівництвом Павла Чубинського, у селі здебільшого проживали римо-католики, меншою мірою — греко-католики, які розмовляли польською мовою.
У 1975—1998 роках село належало до Замойського воєводства.

## Демографія
Демографічна структура станом на 31 березня 2011 року:
|          | Загалом | Допрацездатний вік | Працездатний вік | Постпрацездатний вік |
| -------- | ------- | ------------------ | ---------------- | -------------------- |
| Чоловіки | 51      | 9                  | 34               | 8                    |
| Жінки    | 42      | 7                  | 19               | 16                   |
| Разом    | 93      | 16                 | 53               | 24                   |